# German Football League 2019
La German Football League 2019 è la 41ª edizione del campionato di football americano di primo livello, organizzato dalla AFVD.

## Squadre partecipanti
| Club                     | Città                | Stadio                                 | Sponsor ufficiale | Risultato nella stagione 2018 |
| ------------------------ | -------------------- | -------------------------------------- | ----------------- | ----------------------------- |
| Allgäu Comets            | Kempten              | Illerstadion                           |                   |                               |
| Berlin Rebels            | Berlino              | Mommsenstadion                         |                   |                               |
| Cologne Crocodiles       | Colonia              | Sportpark Höhenberg                    |                   |                               |
| Dresden Monarchs         | Dresda               | Heinz-Steyer-Stadion                   |                   |                               |
| Düsseldorf Panther       | Düsseldorf           | Stadion des VfL Benrath                |                   |                               |
| Frankfurt Universe       | Francoforte sul Meno | Frankfurter Volksbank Stadion          | Samsung           |                               |
| Hildesheim Invaders      | Hildesheim           | Eintrachtstadion                       |                   |                               |
| Ingolstadt Dukes         | Ingolstadt           | ESV-Stadion                            |                   |                               |
| Kiel Baltic Hurricanes   | Kiel                 | Kilia-Stadion                          |                   |                               |
| Kirchdorf Wildcats       | Kirchdorf am Inn     | Inn-Energie-Arena                      |                   |                               |
| Marburg Mercenaries      | Marburgo             | Georg-Gaßmann-Stadion                  |                   |                               |
| Munich Cowboys           | Monaco di Baviera    | Städtisches Stadion an der Dantestraße |                   |                               |
| New Yorker Lions         | Braunschweig         | Eintracht-Stadion                      | New Yorker        |                               |
| Potsdam Royals           | Potsdam              | Luftschiffhafen                        |                   |                               |
| Schwäbisch Hall Unicorns | Schwäbisch Hall      | Optima-Sportpark                       |                   |                               |
| Stuttgart Scorpions      | Stoccarda            | Gazi-Stadion auf der Waldau            |                   |                               |

## Stagione regolare

### Calendario

#### Anticipi 1
| Schwäbisch Hall 27 aprile 2019, ore 17:00 | Schwäbisch Hall Unicorns | 52 – 9 (8-6 13-3 7-0 24-0) referto | Marburg Mercenaries | Optima Sportpark (1603 spett.)\| Arbitro: \| Fischer \| |
| Arbitro:                                  | Fischer                  |                                    |                     |                                                         |

#### 1ª giornata
| Dresda 4 maggio 2019, ore 16:00 | Dresden Monarchs | 49 – 13 (21-10 14-3 7-0 7-0) referto | Düsseldorf Panther | Heinz-Steyer-Stadion (1375 spett.)\| Arbitro: \| Gitting \| |
| Arbitro:                        | Gitting          |                                      |                    |                                                             |

| Monaco di Baviera 4 maggio 2019, ore 16:00 | Munich Cowboys | 27 – 27 (7-7 6-0 7-20 7-0) referto | Kirchdorf Wildcats | Städtisches Stadion an der Dantestraße (1562 spett.)\| Arbitro: \| Fischer \| |
| Arbitro:                                   | Fischer        |                                    |                    |                                                                               |

| Potsdam 4 maggio 2019, ore 16:30 | Potsdam Royals | 28 – 50 (14-21 0-3 14-20 0-6) referto | Hildesheim Invaders | Luftschiffhafen (1024 spett.)\| Arbitro: \| Schwieger \| |
| Arbitro:                         | Schwieger      |                                       |                     |                                                          |

| Braunschweig 4 maggio 2019, ore 18:00 | New Yorker Lions | 23 – 6 (7-0 0-6 13-0 3-0) referto | Cologne Crocodiles | Eintracht-Stadion (3216 spett.)\| Arbitro: \| Voigtlaender \| |
| Arbitro:                              | Voigtlaender     |                                   |                    |                                                               |

| Stoccarda 4 maggio 2019, ore 18:00 | Stuttgart Scorpions | 30 – 21 (7-0 13-7 0-0 10-14) referto | Marburg Mercenaries | Gazi-Stadion auf der Waldau (950 spett.)\| Arbitro: \| Nabinger \| |
| Arbitro:                           | Nabinger            |                                      |                     |                                                                    |

| Ingolstadt 4 maggio 2019, ore 18:30 | Ingolstadt Dukes | 0 – 24 (0-7 0-7 0-7 0-3) referto | Schwäbisch Hall Unicorns | ESV-Stadion (1050 spett.)\| Arbitro: \| Stehle \| |
| Arbitro:                            | Stehle           |                                  |                          |                                                   |

| Francoforte sul Meno 5 maggio 2019, ore 16:03 | Frankfurt Universe | 20 – 0 (3-0 14-0 3-0 0-0) referto | Allgäu Comets | PSD Bank Arena (1786 spett.)\| Arbitro: \| H.Sauer \| |
| Arbitro:                                      | H.Sauer            |                                   |               |                                                       |

#### 2ª giornata
| Kiel 11 maggio 2019, ore 16:00 | Kiel Baltic Hurricanes | 14 – 42 (7-7 7-15 0-6 0-14) referto | Dresden Monarchs | Kiliaplatz (2123 spett.)\| Arbitro: \| Schwieger \| |
| Arbitro:                       | Schwieger              |                                     |                  |                                                     |

| Colonia 11 maggio 2019, ore 17:00 | Cologne Crocodiles | 7 – 45 (7-7 0-28 0-0 0-10) referto | New Yorker Lions | Sportpark Höhenberg (1723 spett.)\| Arbitro: \| Schrader \| |
| Arbitro:                          | Schrader           |                                    |                  |                                                             |

| Düsseldorf 11 maggio 2019, ore 17:02 | Düsseldorf Panther | 17 – 49 (0-13 14-16 0-6 3-14) referto | Hildesheim Invaders | Vfl Benrath (950 spett.)\| Arbitro: \| Sauer \| |
| Arbitro:                             | Sauer              |                                       |                     |                                                 |

| Schwäbisch Hall 11 maggio 2019, ore 17:00 | Schwäbisch Hall Unicorns | 35 – 3 (14-0 14-0 7-3 0-0) referto | Munich Cowboys | Optima Sportpark (1250 spett.)\| Arbitro: \| Stehle \| |
| Arbitro:                                  | Stehle                   |                                    |                |                                                        |

| Berlino 11 maggio 2019, ore 18:00 | Berlin Rebels | 17 – 30 (7-0 0-14 7-10 3-6) referto | Potsdam Royals | Mommsenstadion (1138 spett.)\| Arbitro: \| Voigtlaender \| |
| Arbitro:                          | Voigtlaender  |                                     |                |                                                            |

| Stoccarda 12 maggio 2019, ore 15:00 | Stuttgart Scorpions | 34 – 7 (13-0 0-0 7-0 14-7) referto | Kirchdorf Wildcats | Gazi-Stadion auf der Waldau (980 spett.)\| Arbitro: \| Plendl \| |
| Arbitro:                            | Plendl              |                                    |                    |                                                                  |

| Marburgo 12 maggio 2019, ore 16:00 | Marburg Mercenaries | 14 – 20 (7-10 0-10 0-0 7-0) referto | Frankfurt Universe | Georg-Gaßmann-Stadion (1250 spett.)\| Arbitro: \| Tschurer \| |
| Arbitro:                           | Tschurer            |                                     |                    |                                                               |

#### 3ª giornata
| Kirchdorf am Inn 18 maggio 2019, ore 16:00 | Kirchdorf Wildcats | 12 – 51 (0-28 0-14 9-6 3-3) referto | Schwäbisch Hall Unicorns | Inn-Energie-Arena (900 spett.)\| Arbitro: \| Maurer \| |
| Arbitro:                                   | Maurer             |                                     |                          |                                                        |

| Potsdam 18 maggio 2019, ore 16:30 | Potsdam Royals | 34 – 17 (14-3 10-7 10-0 0-7) referto | Düsseldorf Panther | Luftschiffhafen (760 spett.)\| Arbitro: \| Schwieger \| |
| Arbitro:                          | Schwieger      |                                      |                    |                                                         |

| Berlino 18 maggio 2019, ore 18:00 | Berlin Rebels | 12 – 29 (0-2 12-6 0-7 0-14) referto | New Yorker Lions | Mommsenstadion (768 spett.)\| Arbitro: \| Pruin \| |
| Arbitro:                          | Pruin         |                                     |                  |                                                    |

| Stoccarda 19 maggio 2019, ore 15:00 | Stuttgart Scorpions | 37 – 30 (0-0 16-15 7-0 14-15) referto | Ingolstadt Dukes | Gazi-Stadion auf der Waldau (1124 spett.)\| Arbitro: \| Nabinger \| |
| Arbitro:                            | Nabinger            |                                       |                  |                                                                     |

| Hildesheim 19 maggio 2019, ore 16:00 | Hildesheim Invaders | 31 – 14 (7-0 0-14 14-0 3-0) referto | Cologne Crocodiles | Philosophenweg (1136 spett.)\| Arbitro: \| Schrader \| |
| Arbitro:                             | Schrader            |                                     |                    |                                                        |

| Francoforte sul Meno 19 maggio 2019, ore 16:00 | Frankfurt Universe | 24 – 17 (0-3 7-0 3-0 14-14) referto | Munich Cowboys | PSD Bank Arena (3055 spett.)\| Arbitro: \| M. Tschurer \| |
| Arbitro:                                       | M. Tschurer        |                                     |                |                                                           |

#### 4ª giornata
| Kiel 25 maggio 2019, ore 16:00 | Kiel Baltic Hurricanes | 37 – 17 (0-0 15-3 8-0 14-14) referto | Düsseldorf Panther | Kiliaplatz (1776 spett.)\| Arbitro: \| Pruin \| |
| Arbitro:                       | Pruin                  |                                      |                    |                                                 |

| Colonia 25 maggio 2019, ore 17:00 | Cologne Crocodiles | 0 – 17 (0-0 0-3 0-14 0-0) referto | Dresden Monarchs | Sportpark Höhenberg (1116 spett.)\| Arbitro: \| Tschurer \| |
| Arbitro:                          | Tschurer           |                                   |                  |                                                             |

| Schwäbisch Hall 25 maggio 2019, ore 17:02 | Schwäbisch Hall Unicorns | 63 – 13 (28-0 21-6 7-7 7-0) referto | Stuttgart Scorpions | Optima Sportpark (2140 spett.)\| Arbitro: \| Fischer \| |
| Arbitro:                                  | Fischer                  |                                     |                     |                                                         |

| Ingolstadt 25 maggio 2019, ore 18:30 | Ingolstadt Dukes | 13 – 37 (0-0 7-14 0-13 6-10) referto | Frankfurt Universe | ESV-Stadion (1158 spett.)\| Arbitro: \| Plendl \| |
| Arbitro:                             | Plendl           |                                      |                    |                                                   |

| Kempten 26 maggio 2019, ore 15:00 | Allgäu Comets | 16 – 31 (0-7 3-10 13-7 0-7) referto | Munich Cowboys | Illerstadion (1032 spett.)\| Arbitro: \| Maurer \| |
| Arbitro:                          | Maurer        |                                     |                |                                                    |

| Berlino 26 maggio 2019, ore 15:00 | Berlin Rebels | 41 – 56 (14-14 21-14 0-14 6-14) referto | Hildesheim Invaders | Wilmersdorf (566 spett.)\| Arbitro: \| Schwieger \| |
| Arbitro:                          | Schwieger     |                                         |                     |                                                     |

| Braunschweig 26 maggio 2019, ore 15:04 | New Yorker Lions | 35 – 14 (7-0 0-14 7-0 21-0) referto | Potsdam Royals | Eintracht-Stadion (3186 spett.)\| Arbitro: \| Denker \| |
| Arbitro:                               | Denker           |                                     |                |                                                         |

| Marburgo 26 maggio 2019, ore 16:00 | Marburg Mercenaries | 55 – 49 (19-7 14-28 14-14 8-0) referto | Kirchdorf Wildcats | Georg-Gaßmann-Stadion (720 spett.)\| Arbitro: \| Sauer \| |
| Arbitro:                           | Sauer               |                                        |                    |                                                           |

#### 5ª giornata
| Hildesheim 1º giugno 2019, ore 16:00 | Hildesheim Invaders | 46 – 10 (7-0 20-0 13-3 6-7) referto | Düsseldorf Panther | Philosophenweg (1250 spett.)\| Arbitro: \| Schrader \| |
| Arbitro:                             | Schrader            |                                     |                    |                                                        |

| Kiel 1º giugno 2019, ore 16:00 | Kiel Baltic Hurricanes | 28 – 48 (0-7 7-21 8-7 13-13) referto | Cologne Crocodiles | Kiliaplatz (1945 spett.)\| Arbitro: \| Denker \| |
| Arbitro:                       | Denker                 |                                      |                    |                                                  |

| Kirchdorf am Inn 1º giugno 2019, ore 16:00 | Kirchdorf Wildcats | 29 – 31 (10-12 6-6 7-13 6-0) referto | Stuttgart Scorpions | Inn-Energie-Arena (700 spett.)\| Arbitro: \| Maurer \| |
| Arbitro:                                   | Maurer             |                                      |                     |                                                        |

| Monaco di Baviera 1º giugno 2019, ore 16:00 | Munich Cowboys | 21 – 18 (3-7 9-0 7-3 2-8) referto | Allgäu Comets | Städtisches Stadion an der Dantestraße (1979 spett.)\| Arbitro: \| Fischer \| |
| Arbitro:                                    | Fischer        |                                   |               |                                                                               |

| Dresda 1º giugno 2019, ore 18:00 | Dresden Monarchs | 31 – 34 (3-17 14-7 7-7 7-3) referto | New Yorker Lions | DDV-Stadion (7970 spett.)\| Arbitro: \| Schwieger \| |
| Arbitro:                         | Schwieger        |                                     |                  |                                                      |

| Francoforte sul Meno 1º giugno 2019, ore 18:02 | Frankfurt Universe | 0 – 31 (0-14 0-3 0-7 0-7) referto | Schwäbisch Hall Unicorns | PSD Bank Arena (2797 spett.)\| Arbitro: \| H. Sauer \| |
| Arbitro:                                       | H. Sauer           |                                   |                          |                                                        |

| Marburgo 2 giugno 2019, ore 16:00 | Marburg Mercenaries | 43 – 14 (7-0 23-7 6-0 7-7) referto | Ingolstadt Dukes | Georg-Gaßmann-Stadion (730 spett.)\| Arbitro: \| Stehle \| |
| Arbitro:                          | Stehle              |                                    |                  |                                                            |

#### 6ª giornata
| Colonia 8 giugno 2019, ore 17:00 | Cologne Crocodiles | 44 – 21 (0-0 28-14 9-0 7-7) referto | Düsseldorf Panther | Sportpark Höhenberg (2226 spett.)\| Arbitro: \| Nabinger \| |
| Arbitro:                         | Nabinger           |                                     |                    |                                                             |

| Kempten 9 giugno 2019, ore 15:00 | Allgäu Comets | 28 – 26 (7-6 0-0 14-6 7-14) referto | Ingolstadt Dukes | Illerstadion (1266 spett.)\| Arbitro: \| Stehle \| |
| Arbitro:                         | Stehle        |                                     |                  |                                                    |

| Berlino 9 giugno 2019, ore 15:00 | Berlin Rebels | 33 – 13 (7-0 0-3 19-3 7-7) referto | Kiel Baltic Hurricanes | Mommsenstadion (488 spett.)\| Arbitro: \| Gitting \| |
| Arbitro:                         | Gitting       |                                    |                        |                                                      |

#### 7ª giornata
| Hildesheim 15 giugno 2019, ore 16:00 | Hildesheim Invaders | 31 – 27 (6-7 0-10 6-3 19-7) referto | Dresden Monarchs | Philosophenweg (1254 spett.)\| Arbitro: \| Pruin \| |
| Arbitro:                             | Pruin               |                                     |                  |                                                     |

| Monaco di Baviera 15 giugno 2019, ore 16:00 | Munich Cowboys | 29 – 41 (7-10 10-3 0-14 12-14) referto | Marburg Mercenaries | Städtisches Stadion an der Dantestraße (1682 spett.)\| Arbitro: \| Maurer \| |
| Arbitro:                                    | Maurer         |                                        |                     |                                                                              |

| Potsdam 15 giugno 2019, ore 16:30 | Potsdam Royals | 7 – 46 (0-27 0-7 7-7 0-5) referto | New Yorker Lions | Luftschiffhafen (865 spett.)\| Arbitro: \| Gitting \| |
| Arbitro:                          | Gitting        |                                   |                  |                                                       |

| Colonia 15 giugno 2019, ore 16:56 | Cologne Crocodiles | 13 – 12 (10-0 0-6 0-6 3-0) referto | Kiel Baltic Hurricanes | Sportpark Höhenberg (1091 spett.)\| Arbitro: \| Tschurer \| |
| Arbitro:                          | Tschurer           |                                    |                        |                                                             |

| Düsseldorf 15 giugno 2019, ore 17:00 | Düsseldorf Panther | 20 – 55 (0-14 0-7 7-27 13-7) referto | Berlin Rebels | Vfl Benrath (1195 spett.)\| Arbitro: \| Schrader \| |
| Arbitro:                             | Schrader           |                                      |               |                                                     |

| Stoccarda 15 giugno 2019, ore 18:15 | Stuttgart Scorpions | 21 – 63 (0-14 14-21 7-14 0-14) referto | Schwäbisch Hall Unicorns | Gazi-Stadion auf der Waldau (2196 spett.)\| Arbitro: \| Stehle \| |
| Arbitro:                            | Stehle              |                                        |                          |                                                                   |

| Kempten 16 giugno 2019, ore 15:00 | Allgäu Comets | 25 – 27 (15-7 7-10 3-7 0-3) referto | Kirchdorf Wildcats | Illerstadion (913 spett.)\| Arbitro: \| Plendl \| |
| Arbitro:                          | Plendl        |                                     |                    |                                                   |

| Francoforte sul Meno 16 giugno 2019, ore 15:59 | Frankfurt Universe | 63 – 13 referto | Ingolstadt Dukes | PSD Bank Arena (1988 spett.)\| Arbitro: \| D. Schrader \| |
| Arbitro:                                       | D. Schrader        |                 |                  |                                                           |

#### 8ª giornata
| Dresda 22 giugno 2019, ore 15:00 | Dresden Monarchs | 42 – 7 (7-0 14-0 7-0 14-7) referto | Cologne Crocodiles | Heinz-Steyer-Stadion (2630 spett.)\| Arbitro: \| Voigtlaender \| |
| Arbitro:                         | Voigtlaender     |                                    |                    |                                                                  |

| Kiel 22 giugno 2019, ore 16:00 | Kiel Baltic Hurricanes | 28 – 28 (21-0 0-7 0-6 7-15) referto | Potsdam Royals | Kiliaplatz (1568 spett.)\| Arbitro: \| Pruin \| |
| Arbitro:                       | Pruin                  |                                     |                |                                                 |

| Schwäbisch Hall 22 giugno 2019, ore 17:03 | Schwäbisch Hall Unicorns | 56 – 0 (13-0 14-0 15-0 14-0) referto | Kirchdorf Wildcats | Optima Sportpark (1304 spett.)\| Arbitro: \| Nabinger \| |
| Arbitro:                                  | Nabinger                 |                                      |                    |                                                          |

| Stoccarda 22 giugno 2019, ore 18:00 | Stuttgart Scorpions | 21 – 19 (0-0 7-6 7-0 7-13) referto | Munich Cowboys | Gazi-Stadion auf der Waldau (1260 spett.)\| Arbitro: \| Stehle \| |
| Arbitro:                            | Stehle              |                                    |                |                                                                   |

| Braunschweig 22 giugno 2019, ore 18:02 | New Yorker Lions | 35 – 28 (21-14 0-7 7-0 7-7) referto | Hildesheim Invaders | Eintracht-Stadion (5316 spett.)\| Arbitro: \| Schwieger \| |
| Arbitro:                               | Schwieger        |                                     |                     |                                                            |

| Berlino 23 giugno 2019, ore 15:00 | Berlin Rebels | 55 – 13 (10-0 14-7 21-0 10-6) referto | Düsseldorf Panther | Mommsenstadion (463 spett.)\| Arbitro: \| Gitting \| |
| Arbitro:                          | Gitting       |                                       |                    |                                                      |

#### 9ª giornata
| Kirchdorf am Inn 29 giugno 2019, ore 16:00 | Kirchdorf Wildcats | 19 – 18 (0-0 6-6 7-9 6-3) referto | Munich Cowboys | Inn-Energie-Arena (600 spett.)\| Arbitro: \| Plendl \| |
| Arbitro:                                   | Plendl             |                                   |                |                                                        |

| Potsdam 29 giugno 2019, ore 16:30 | Potsdam Royals | 13 – 33 (7-0 0-24 6-0 0-9) referto | Dresden Monarchs | Luftschiffhafen (850 spett.)\| Arbitro: \| Voigtlaender \| |
| Arbitro:                          | Voigtlaender   |                                    |                  |                                                            |

| Colonia 29 giugno 2019, ore 17:01 | Cologne Crocodiles | 0 – 27 (0-6 0-7 0-0 0-14) referto | Berlin Rebels | Sportpark Höhenberg (1117 spett.)\| Arbitro: \| Schrader \| |
| Arbitro:                          | Schrader           |                                   |               |                                                             |

| Düsseldorf 29 giugno 2019, ore 17:02 | Düsseldorf Panther | 10 – 20 (3-0 0-13 0-7 0-0) referto | Kiel Baltic Hurricanes | Vfl Benrath (680 spett.)\| Arbitro: \| Sauer \| |
| Arbitro:                             | Sauer              |                                    |                        |                                                 |

| Schwäbisch Hall 29 giugno 2019, ore 17:01 | Schwäbisch Hall Unicorns | 51 – 0 (16-0 21-0 14-0 0-0) referto | Ingolstadt Dukes | Optima Sportpark (1322 spett.)\| Arbitro: \| Stehle \| |
| Arbitro:                                  | Stehle                   |                                     |                  |                                                        |

| Kempten 30 giugno 2019, ore 15:00 | Allgäu Comets | 7 – 34 (0-0 0-24 0-7 7-3) referto | Frankfurt Universe | Illerstadion (968 spett.)\| Arbitro: \| Maurer \| |
| Arbitro:                          | Maurer        |                                   |                    |                                                   |

| Marburgo 30 giugno 2019, ore 16:05 | Marburg Mercenaries | 52 – 14 (7-14 21-0 10-0 14-0) referto | Stuttgart Scorpions | Georg-Gaßmann-Stadion (1120 spett.)\| Arbitro: \| Tschurer \| |
| Arbitro:                           | Tschurer            |                                       |                     |                                                               |

#### 10ª giornata
| Monaco di Baviera 13 luglio 2019, ore 16:00 | Munich Cowboys | 24 – 31 (0-3 3-7 7-14 14-7) referto | Stuttgart Scorpions | Städtisches Stadion an der Dantestraße (1638 spett.)\| Arbitro: \| Plendl \| |
| Arbitro:                                    | Plendl         |                                     |                     |                                                                              |

| Ingolstadt 13 luglio 2019, ore 18:30 | Ingolstadt Dukes | 31 – 21 (7-0 3-14 14-0 7-7) referto | Allgäu Comets | ESV-Stadion (650 spett.)\| Arbitro: \| Maurer \| |
| Arbitro:                             | Maurer           |                                     |               |                                                  |

#### Anticipi 2
| Kirchdorf am Inn 20 luglio 2019, ore 16:00 | Kirchdorf Wildcats | 28 – 41 (0-7 14-7 7-6 7-21) referto | Marburg Mercenaries | Inn-Energie-Arena (580 spett.)\| Arbitro: \| Maurer \| |
| Arbitro:                                   | Maurer             |                                     |                     |                                                        |

#### 11ª giornata
| Hildesheim 27 luglio 2019, ore 16:00 | Hildesheim Invaders | 27 – 7 (7-7 7-0 6-0 7-0) referto | Kiel Baltic Hurricanes | Philosophenweg (931 spett.)\| Arbitro: \| Denker \| |
| Arbitro:                             | Denker              |                                  |                        |                                                     |

| Monaco di Baviera 27 luglio 2019, ore 16:00 | Munich Cowboys | 14 – 48 (0-3 14-7 0-35 0-3) referto | Schwäbisch Hall Unicorns | Städtisches Stadion an der Dantestraße (1917 spett.)\| Arbitro: \| Plendl \| |
| Arbitro:                                    | Plendl         |                                     |                          |                                                                              |

| Potsdam 27 luglio 2019, ore 16:30 | Potsdam Royals | 14 – 26 (7-3 7-14 0-3 0-6) referto | Cologne Crocodiles | Luftschiffhafen (750 spett.)\| Arbitro: \| Gitting \| |
| Arbitro:                          | Gitting        |                                    |                    |                                                       |

| Düsseldorf 27 luglio 2019, ore 17:00 | Düsseldorf Panther | 7 – 38 (0-14 0-14 0-10 7-0) referto | Dresden Monarchs | Vfl Benrath (878 spett.)\| Arbitro: \| Schrader \| |
| Arbitro:                             | Schrader           |                                     |                  |                                                    |

| Ingolstadt 27 luglio 2019, ore 18:45 | Ingolstadt Dukes | 33 – 40 (14-0 0-13 5-6 14-21) referto | Marburg Mercenaries | ESV-Stadion (503 spett.)\| Arbitro: \| Nabinger \| |
| Arbitro:                             | Nabinger         |                                       |                     |                                                    |

| Kempten 28 luglio 2019, ore 15:00 | Allgäu Comets | 40 – 21 (0-7 7-14 26-0 7-0) referto | Stuttgart Scorpions | Illerstadion (512 spett.)\| Arbitro: \| Nabinger \| |
| Arbitro:                          | Nabinger      |                                     |                     |                                                     |

| Braunschweig 28 luglio 2019, ore 15:02 | New Yorker Lions | 34 – 9 (0-0 13-3 14-6 7-0) referto | Berlin Rebels | Eintracht-Stadion (3133 spett.)\| Arbitro: \| Pruin \| |
| Arbitro:                               | Pruin            |                                    |               |                                                        |

| Francoforte sul Meno 28 luglio 2019, ore 16:00 | Frankfurt Universe | 38 – 17 (7-0 28-0 3-0 0-17) referto | Kirchdorf Wildcats | PSD Bank Arena (2173 spett.)\| Arbitro: \| H. Sauer \| |
| Arbitro:                                       | H. Sauer           |                                     |                    |                                                        |

#### 12ª giornata
| Dresda 3 agosto 2019, ore 15:00 | Dresden Monarchs | 38 – 7 (7-0 21-7 7-0 3-0) referto | Potsdam Royals | Heinz-Steyer-Stadion (2175 spett.)\| Arbitro: \| Voigtlaender \| |
| Arbitro:                        | Voigtlaender     |                                   |                |                                                                  |

| Hildesheim 3 agosto 2019, ore 16:00 | Hildesheim Invaders | 36 – 30 (8-14 16-0 6-0 6-16) referto | Berlin Rebels | Philosophenweg (1041 spett.)\| Arbitro: \| Denker \| |
| Arbitro:                            | Denker              |                                      |               |                                                      |

| Kiel 3 agosto 2019, ore 16:00 | Kiel Baltic Hurricanes | 21 – 49 (7-21 0-14 0-7 14-7) referto | New Yorker Lions | Kiliaplatz (1942 spett.)\| Arbitro: \| Schwieger \| |
| Arbitro:                      | Schwieger              |                                      |                  |                                                     |

| Kirchdorf am Inn 3 agosto 2019, ore 16:00 | Kirchdorf Wildcats | 0 – 24 (0-0 0-7 0-3 0-14) referto | Ingolstadt Dukes | Inn-Energie-Arena (700 spett.)\| Arbitro: \| Plendl \| |
| Arbitro:                                  | Plendl             |                                   |                  |                                                        |

| Monaco di Baviera 3 agosto 2019, ore 16:00 | Munich Cowboys | 0 – 46 (0-12 0-24 0-7 0-3) referto | Frankfurt Universe | Städtisches Stadion an der Dantestraße (1912 spett.)\| Arbitro: \| Maurer \| |
| Arbitro:                                   | Maurer         |                                    |                    |                                                                              |

| Stoccarda 3 agosto 2019, ore 18:00 | Stuttgart Scorpions | 12 – 16 (0-0 12-0 0-10 0-6) referto | Allgäu Comets | Gazi-Stadion auf der Waldau (1600 spett.)\| Arbitro: \| Fischer \| |
| Arbitro:                           | Fischer             |                                     |               |                                                                    |

| Marburgo 4 agosto 2019, ore 16:00 | Marburg Mercenaries | 36 – 42 (0-21 14-7 14-6 8-8) referto | Schwäbisch Hall Unicorns | Georg-Gaßmann-Stadion (1174 spett.)\| Arbitro: \| Stehle \| |
| Arbitro:                          | Stehle              |                                      |                          |                                                             |

#### 13ª giornata
| Kiel 10 agosto 2019, ore 16:00 | Kiel Baltic Hurricanes | 7 – 21 (0-0 0-7 7-7 0-7) referto | Hildesheim Invaders | Kiliaplatz (1632 spett.)\| Arbitro: \| Denker \| |
| Arbitro:                       | Denker                 |                                  |                     |                                                  |

| Potsdam 10 agosto 2019, ore 16:30 | Potsdam Royals | 7 – 14 (0-0 0-7 0-0 7-7) referto | Berlin Rebels | Luftschiffhafen (2400 spett.)\| Arbitro: \| Gitting \| |
| Arbitro:                          | Gitting        |                                  |               |                                                        |

| Braunschweig 10 agosto 2019, ore 18:02 | New Yorker Lions | 19 – 3 (3-0 10-3 6-0 0-0) referto | Dresden Monarchs | Eintracht-Stadion (2903 spett.)\| Arbitro: \| Pruin \| |
| Arbitro:                               | Pruin            |                                   |                  |                                                        |

| Ingolstadt 10 agosto 2019, ore 18:30 | Ingolstadt Dukes | 37 – 27 (21-13 7-0 6-7 3-7) referto | Kirchdorf Wildcats | ESV-Stadion (520 spett.)\| Arbitro: \| Stehle \| |
| Arbitro:                             | Stehle           |                                     |                    |                                                  |

| Kempten 11 agosto 2019, ore 15:00 | Allgäu Comets | 22 – 19 (7-7 0-0 0-0 15-12) referto | Marburg Mercenaries | Illerstadion (811 spett.)\| Arbitro: \| Fischer \| |
| Arbitro:                          | Fischer       |                                     |                     |                                                    |

| Schwäbisch Hall 11 agosto 2019, ore 15:01 | Schwäbisch Hall Unicorns | 42 – 34 (20-7 14-7 8-13 0-7) referto | Frankfurt Universe | Optima Sportpark (3284 spett.)\| Arbitro: \| Nabinger \| |
| Arbitro:                                  | Nabinger                 |                                      |                    |                                                          |

#### 14ª giornata
| Hildesheim 17 agosto 2019, ore 16:00 | Hildesheim Invaders | 0 – 37 (0-23 0-7 0-7 0-0) referto | New Yorker Lions | Philosophenweg (3521 spett.)\| Arbitro: \| Denker \| |
| Arbitro:                             | Denker              |                                   |                  |                                                      |

| Kirchdorf am Inn 17 agosto 2019, ore 16:00 | Kirchdorf Wildcats | 6 – 21 (0-6 3-8 3-0 0-7) referto | Allgäu Comets | Inn-Energie-Arena (600 spett.)\| Arbitro: \| Plendl \| |
| Arbitro:                                   | Plendl             |                                  |               |                                                        |

| Düsseldorf 17 agosto 2019, ore 17:00 | Düsseldorf Panther | 10 – 17 (0-11 10-0 0-6 0-0) referto | Potsdam Royals | Vfl Benrath (512 spett.)\| Arbitro: \| Sauer \| |
| Arbitro:                             | Sauer              |                                     |                |                                                 |

| Berlino 18 agosto 2019, ore 15:00 | Berlin Rebels | 43 – 22 (3-7 0-7 14-0 26-8) referto | Cologne Crocodiles | Mommsenstadion (923 spett.)\| Arbitro: \| Schwieger \| |
| Arbitro:                          | Schwieger     |                                     |                    |                                                        |

| Dresda 18 agosto 2019, ore 15:00 | Dresden Monarchs | 34 – 0 (7-0 7-0 14-0 6-0) referto | Kiel Baltic Hurricanes | Heinz-Steyer-Stadion (2490 spett.)\| Arbitro: \| Voigtlaender \| |
| Arbitro:                         | Voigtlaender     |                                   |                        |                                                                  |

| Francoforte sul Meno 18 agosto 2019, ore 15:58 | Frankfurt Universe | 51 – 12 (13-0 24-6 7-6 7-0) referto | Stuttgart Scorpions | PSD Bank Arena (2168 spett.)\| Arbitro: \| T. Nabinger \| |
| Arbitro:                                       | T. Nabinger        |                                     |                     |                                                           |

| Marburgo 18 agosto 2019, ore 16:00 | Marburg Mercenaries | 52 – 0 (24-0 14-0 7-0 7-0) referto | Munich Cowboys | Georg-Gaßmann-Stadion (845 spett.)\| Arbitro: \| Tschurer \| |
| Arbitro:                           | Tschurer            |                                    |                |                                                              |

#### 15ª giornata
| Kirchdorf am Inn 24 agosto 2019, ore 16:00 | Kirchdorf Wildcats | 28 – 55 (14-27 0-14 7-7 7-7) referto | Frankfurt Universe | Inn-Energie-Arena (630 spett.)\| Arbitro: \| Maurer \| |
| Arbitro:                                   | Maurer             |                                      |                    |                                                        |

| Potsdam 24 agosto 2019, ore 16:30 | Potsdam Royals | 29 – 0 (0-0 6-0 14-0 9-0) referto | Kiel Baltic Hurricanes | Luftschiffhafen (820 spett.)\| Arbitro: \| Voigtlaender \| |
| Arbitro:                          | Voigtlaender   |                                   |                        |                                                            |

| Ingolstadt 24 agosto 2019, ore 18:30 | Ingolstadt Dukes | 28 – 11 (14-6 7-0 0-3 7-2) referto | Munich Cowboys | ESV-Stadion (800 spett.)\| Arbitro: \| Fischer \| |
| Arbitro:                             | Fischer          |                                    |                |                                                   |

| Berlino 25 agosto 2019, ore 15:00 | Berlin Rebels | 16 – 13 (3-0 13-0 0-13 0-0) referto | Dresden Monarchs | Mommsenstadion (1123 spett.)\| Arbitro: \| Gitting \| |
| Arbitro:                          | Gitting       |                                     |                  |                                                       |

| Colonia 25 agosto 2019, ore 14:58 | Cologne Crocodiles | 14 – 0 (7-0 7-0 0-0 0-0) referto | Hildesheim Invaders | Sportpark Höhenberg (1268 spett.)\| Arbitro: \| Schrader \| |
| Arbitro:                          | Schrader           |                                  |                     |                                                             |

| Braunschweig 25 agosto 2019, ore 15:00 | New Yorker Lions | 70 – 14 (7-7 28-0 21-0 14-7) referto | Düsseldorf Panther | Eintracht-Stadion (2756 spett.)\| Arbitro: \| Denker \| |
| Arbitro:                               | Denker           |                                      |                    |                                                         |

| Marburgo 25 agosto 2019, ore 16:00 | Marburg Mercenaries | 36 – 15 (6-0 14-3 9-0 7-12) referto | Allgäu Comets | Georg-Gaßmann-Stadion (1033 spett.)\| Arbitro: \| Sauer \| |
| Arbitro:                           | Sauer               |                                     |               |                                                            |

#### 16ª giornata
| Dresda 31 agosto 2019, ore 15:00 | Dresden Monarchs | 31 – 14 (3-0 21-7 7-0 0-7) referto | Hildesheim Invaders | Heinz-Steyer-Stadion (2630 spett.)\| Arbitro: \| Gitting \| |
| Arbitro:                         | Gitting          |                                    |                     |                                                             |

| Kiel 31 agosto 2019, ore 16:00 | Kiel Baltic Hurricanes | 9 – 21 (0-7 9-0 0-0 0-14) referto | Berlin Rebels | Kiliaplatz (2065 spett.)\| Arbitro: \| Pruin \| |
| Arbitro:                       | Pruin                  |                                   |               |                                                 |

| Monaco di Baviera 31 agosto 2019, ore 16:00 | Munich Cowboys | 24 – 17 (7-0 3-3 14-7 0-7) referto | Ingolstadt Dukes | Städtisches Stadion an der Dantestraße (1898 spett.)\| Arbitro: \| Plendl \| |
| Arbitro:                                    | Plendl         |                                    |                  |                                                                              |

| Düsseldorf 31 agosto 2019, ore 16:58 | Düsseldorf Panther | 13 – 77 (7-21 6-21 0-21 0-14) referto | New Yorker Lions | Vfl Benrath (795 spett.)\| Arbitro: \| Denker \| |
| Arbitro:                             | Denker             |                                       |                  |                                                  |

| Stoccarda 31 agosto 2019, ore 18:00 | Stuttgart Scorpions | 24 – 26 (0-7 7-13 7-3 10-3) referto | Frankfurt Universe | Gazi-Stadion auf der Waldau (2100 spett.)\| Arbitro: \| Sauer \| |
| Arbitro:                            | Sauer               |                                     |                    |                                                                  |

| Kempten 1º settembre 2019, ore 15:00 | Allgäu Comets | 26 – 71 (0-28 0-22 13-14 13-7) referto | Schwäbisch Hall Unicorns | Illerstadion (874 spett.)\| Arbitro: \| Fischer \| |
| Arbitro:                             | Fischer       |                                        |                          |                                                    |

| Colonia 1º settembre 2019, ore 15:00 | Cologne Crocodiles | 22 – 8 (10-0 6-0 0-8 6-0) referto | Potsdam Royals | Sportpark Höhenberg (1319 spett.)\| Arbitro: \| Tschurer \| |
| Arbitro:                             | Tschurer           |                                   |                |                                                             |

#### 17ª giornata
| Dresda 7 settembre 2019, ore 15:00 | Dresden Monarchs | 20 – 14 (7-0 13-14 0-0 0-0) referto | Berlin Rebels | Heinz-Steyer-Stadion (2330 spett.)\| Arbitro: \| Voigtlaender \| |
| Arbitro:                           | Voigtlaender     |                                     |               |                                                                  |

| Düsseldorf 7 settembre 2019, ore 16:00 | Düsseldorf Panther | 3 – 28 (0-0 3-21 0-7 0-0) referto | Cologne Crocodiles | Vfl Benrath (1523 spett.)\| Arbitro: \| Schrader \| |
| Arbitro:                               | Schrader           |                                   |                    |                                                     |

| Hildesheim 7 settembre 2019, ore 16:00 | Hildesheim Invaders | 24 – 7 (7-0 7-0 3-0 7-7) referto | Potsdam Royals | Philosophenweg (927 spett.)\| Arbitro: \| Schwieger \| |
| Arbitro:                               | Schwieger           |                                  |                |                                                        |

| Schwäbisch Hall 7 settembre 2019, ore 17:03 | Schwäbisch Hall Unicorns | 51 – 8 (14-0 10-0 14-0 13-8) referto | Allgäu Comets | Optima Sportpark (2226 spett.)\| Arbitro: \| Sauer \| |
| Arbitro:                                    | Sauer                    |                                      |               |                                                       |

| Francoforte sul Meno 7 settembre 2019, ore 17:59 | Frankfurt Universe | 30 – 34 (7-0 13-20 0-14 10-0) referto | Marburg Mercenaries | PSD Bank Arena (2130 spett.)\| Arbitro: \| M. Tschurer \| |
| Arbitro:                                         | M. Tschurer        |                                       |                     |                                                           |

| Braunschweig 7 settembre 2019, ore 18:00 | New Yorker Lions | 53 – 14 (14-0 17-0 9-0 13-14) referto | Kiel Baltic Hurricanes | Eintracht-Stadion (2716 spett.)\| Arbitro: \| Denker \| |
| Arbitro:                                 | Denker           |                                       |                        |                                                         |

| Ingolstadt 7 settembre 2019, ore 18:30 | Ingolstadt Dukes | 32 – 27 (0-14 7-7 19-6 6-0) referto | Stuttgart Scorpions | ESV-Stadion (650 spett.)\| Arbitro: \| Plendl \| |
| Arbitro:                               | Plendl           |                                     |                     |                                                  |

### Classifica
Le classifiche della regular season sono le seguenti.
- PCT = percentuale di vittorie, G = partite giocate, V = partite vinte,  P = partite perse, PF = punti fatti, PS = punti subiti

#### GFL Nord
| Pos. | Squadra                | PCT   | G  | V  | N | P  | PF  | PS  |
| ---- | ---------------------- | ----- | -- | -- | - | -- | --- | --- |
| 1    | New Yorker Lions       | 1.000 | 14 | 14 | 0 | 0  | 586 | 179 |
| 2    | Dresden Monarchs       | .714  | 14 | 10 | 0 | 4  | 418 | 189 |
| 3    | Hildesheim Invaders    | .714  | 14 | 10 | 0 | 4  | 413 | 305 |
| 4    | Berlin Rebels          | .571  | 14 | 8  | 0 | 6  | 387 | 302 |
| 5    | Cologne Crocodiles     | .500  | 14 | 7  | 0 | 7  | 251 | 314 |
| 6    | Potsdam Royals         | .321  | 14 | 4  | 1 | 9  | 243 | 360 |
| 7    | Kiel Baltic Hurricanes | .179  | 14 | 2  | 1 | 11 | 210 | 425 |
| 8    | Düsseldorf Panther     | .000  | 14 | 0  | 0 | 14 | 185 | 619 |

#### GFL Süd
| Pos. | Squadra                  | PCT   | G  | V  | N | P  | PF  | PS  |
| ---- | ------------------------ | ----- | -- | -- | - | -- | --- | --- |
| 1    | Schwäbisch Hall Unicorns | 1.000 | 14 | 14 | 0 | 0  | 680 | 176 |
| 2    | Frankfurt Universe       | .786  | 14 | 11 | 0 | 3  | 478 | 252 |
| 3    | Marburg Mercenaries      | .643  | 14 | 9  | 0 | 5  | 493 | 378 |
| 4    | Stuttgart Scorpions      | .429  | 14 | 6  | 0 | 8  | 328 | 473 |
| 5    | Ingolstadt Dukes         | .357  | 14 | 5  | 0 | 9  | 298 | 433 |
| 6    | Allgäu Comets            | .357  | 14 | 5  | 0 | 9  | 263 | 406 |
| 7    | Munich Cowboys           | .250  | 14 | 3  | 1 | 10 | 238 | 423 |
| 8    | Kirchdorf Wildcats       | .179  | 14 | 2  | 1 | 11 | 276 | 513 |

## Playoff e playout

### Tabellone
|  | Quarti di finale | Quarti di finale         | Quarti di finale   |                          |                    | Semifinali               | Semifinali | Semifinali |  |  | XLI German Bowl | XLI German Bowl  | XLI German Bowl |
|  |                  |                          |                    |                          |                    |                          |            |            |  |  |                 |                  |                 |
|  | 1N               | New Yorker Lions         | 70                 |                          |                    |                          |            |            |  |  |                 |                  |                 |
|  | 4S               | Stuttgart Scorpions      | 3                  |                          |                    |                          |            |            |  |  |                 |                  |                 |
|  | 4S               | Stuttgart Scorpions      | 3                  |                          | 1N                 | New Yorker Lions         | 36         |            |  |  |                 |                  |                 |
|  |                  |                          |                    |                          | 1N                 | New Yorker Lions         | 36         |            |  |  |                 |                  |                 |
|  |                  | 2S                       | Frankfurt Universe | 18                       |                    |                          |            |            |  |  |                 |                  |                 |
|  | 2S               | 2S                       | Frankfurt Universe | 18                       | Frankfurt Universe | 28                       |            |            |  |  |                 |                  |                 |
|  | 2S               |                          |                    |                          | Frankfurt Universe | 28                       |            |            |  |  |                 |                  |                 |
|  | 3N               | Hildesheim Invaders      | 7                  |                          |                    |                          |            |            |  |  |                 |                  |                 |
|  |                  |                          |                    |                          |                    |                          |            |            |  |  | 1N              | New Yorker Lions | 10              |
|  |                  |                          | 1S                 | Schwäbisch Hall Unicorns | 7                  |                          |            |            |  |  |                 |                  |                 |
|  | 1S               | Schwäbisch Hall Unicorns | 45                 |                          |                    |                          |            |            |  |  |                 |                  |                 |
|  | 4N               | Berlin Rebels            | 24                 |                          |                    |                          |            |            |  |  |                 |                  |                 |
|  | 4N               | Berlin Rebels            | 24                 |                          | 1S                 | Schwäbisch Hall Unicorns | 30         |            |  |  |                 |                  |                 |
|  |                  |                          |                    |                          | 1S                 | Schwäbisch Hall Unicorns | 30         |            |  |  |                 |                  |                 |
|  |                  | 2N                       | Dresden Monarchs   | 13                       |                    |                          |            |            |  |  |                 |                  |                 |
|  | 2N               | 2N                       | Dresden Monarchs   | 13                       | Dresden Monarchs   | 39                       |            |            |  |  |                 |                  |                 |
|  | 2N               |                          |                    |                          | Dresden Monarchs   | 39                       |            |            |  |  |                 |                  |                 |
|  | 3S               | Marburg Mercenaries      | 22                 |                          |                    |                          |            |            |  |  |                 |                  |                 |

### Quarti di finale
| Schwäbisch Hall 21 settembre 2019, ore 17:05 | Schwäbisch Hall Unicorns | 45 – 24 (14-0 7-14 7-3 17-7) referto | Berlin Rebels | Optima Sportpark (2897 spett.)\| Arbitro: \| Fischer \| |
| Arbitro:                                     | Fischer                  |                                      |               |                                                         |

| Braunschweig 21 settembre 2019, ore 18:00 | New Yorker Lions | 70 – 3 (21-0 21-3 21-0 7-0) referto | Stuttgart Scorpions | Eintracht-Stadion (2902 spett.)\| Arbitro: \| Denker \| |
| Arbitro:                                  | Denker           |                                     |                     |                                                         |

| Francoforte sul Meno 21 settembre 2019, ore 19:59 | Frankfurt Universe | 28 – 7 (0-0 14-7 7-0 7-0) referto | Hildesheim Invaders | PSD Bank Arena (3117 spett.)\| Arbitro: \| T. Nabinger \| |
| Arbitro:                                          | T. Nabinger        |                                   |                     |                                                           |

| Dresda 22 settembre 2019, ore 14:00 | Dresden Monarchs | 39 – 22 (7-6 10-8 14-0 8-8) referto | Marburg Mercenaries | Heinz-Steyer-Stadion (3260 spett.)\| Arbitro: \| Voigtlaender \| |
| Arbitro:                            | Voigtlaender     |                                     |                     |                                                                  |

### Semifinali
| Schwäbisch Hall 28 settembre 2019, ore 17:15 | Schwäbisch Hall Unicorns | 30 – 13 (0-6 16-7 7-0 7-0) referto | Dresden Monarchs | Optima Sportpark (3156 spett.)\| Arbitro: \| Tschurer \| |
| Arbitro:                                     | Tschurer                 |                                    |                  |                                                          |

| Braunschweig 29 settembre 2019, ore 15:00 | New Yorker Lions | 36 – 18 (5-6 10-0 14-0 7-12) referto | Frankfurt Universe | Eintracht-Stadion (3648 spett.)\| Arbitro: \| Pruin \| |
| Arbitro:                                  | Pruin            |                                      |                    |                                                        |

### Playout

#### GFL Nord
| Düsseldorf 21 settembre 2019, ore 15:00 | Düsseldorf Panther | 14 – 47 (0-7 6-13 0-14 8-13) referto | Elmshorn Fighting Pirates | Vfl Benrath (793 spett.)\| Arbitro: \| Schwieger \| |
| Arbitro:                                | Schwieger          |                                      |                           |                                                     |

| Elmshorn 5 ottobre 2019, ore 15:00 | Elmshorn Fighting Pirates | 34 – 21 (14-0 7-0 6-0 7-21) referto | Düsseldorf Panther | Krückaustadion (2725 spett.)\| Arbitro: \| Schrader \| |
| Arbitro:                           | Schrader                  |                                     |                    |                                                        |

#### GFL Süd
| Kirchdorf am Inn 22 settembre 2019, ore 15:00 | Kirchdorf Wildcats | 28 – 40 (0-13 7-7 7-20 14-0) referto | Ravensburg Razorbacks | Inn-Energie-Arena (900 spett.)\| Arbitro: \| Maurer \| |
| Arbitro:                                      | Maurer             |                                      |                       |                                                        |

| Weingarten 6 ottobre 2019, ore 15:00 | Ravensburg Razorbacks | 58 – 34 (18-7 19-13 14-7 7-7) referto | Kirchdorf Wildcats | Lindenhofstadion (1701 spett.)\| Arbitro: \| Fischer \| |
| Arbitro:                             | Fischer               |                                       |                    |                                                         |

### XLI German Bowl
| Arbitri: | Sauer Poschlod Herrmann Glaser Valenthin Hinze Schwarz |

|                                                                                       |           |                                                             |
| C. McClendon 9':06" Q3 (TD) 10yd run T. Goebel Q3 (pat) T. Goebel 3':03" Q3 (FG) 28yd | Marcatori | Haas 1':55" Q4 (TD) 2yd pass from Clark Stadelmayr Q4 (pat) |

## Verdetti
- New Yorker Lions Campioni della Germania 2019
- Düsseldorf Panther e  Kirchdorf Wildcats retrocessi in GFL2 2020

## Marcatori
NB: sono esclusi i playout.
| Giocatore      | Sq.                      | TD rush | TD recv | TD int | TD p.ret | TD k.ret | TD oth | Xp1   | Xp2 | FG   | Saf | Totale |
| -------------- | ------------------------ | ------- | ------- | ------ | -------- | -------- | ------ | ----- | --- | ---- | --- | ------ |
| C. McClendon   | New Yorker Lions         | 15+9    | 2+0     | 0+0    | 0+0      | 0+0      | 0+0    | 0+0   | 0+0 | 0+0  | 0+0 | 156    |
| 2 giocatori    | 126                      |         |         |        |          |          |        |       |     |      |     |        |
| Stadelmayr     | Schwäbisch Hall Unicorns | 0+0     | 0+0     | 0+0    | 0+0      | 0+0      | 0+0    | 82+10 | 0+0 | 8+2  | 0+0 | 122    |
| 2 giocatori    | 120                      |         |         |        |          |          |        |       |     |      |     |        |
| B. Connette    | New Yorker Lions         | 17      | 0       | 0      | 0        | 0        | 0      | 0     | 1   | 0    | 0   | 104    |
| F. Finke       | Dresden Monarchs         | 0+0     | 0+0     | 0+0    | 0+0      | 0+0      | 0+0    | 50+5  | 0+0 | 12+1 | 0+0 | 94     |
| Adams          | Potsdam Royals           | 15      | 0       | 0      | 0        | 0        | 0      | 0     | 1   | 0    | 0   | 92     |
| 2 giocatori    | 90                       |         |         |        |          |          |        |       |     |      |     |        |
| McCathern      | Marburg Mercenaries      | 4+0     | 9+0     | 0+0    | 0+0      | 0+0      | 0+0    | 0+0   | 3+1 | 0+0  | 0+0 | 86     |
| 2 giocatori    | 84                       |         |         |        |          |          |        |       |     |      |     |        |
| Schwarz        | Marburg Mercenaries      | 0+0     | 12+1    | 0+0    | 0+0      | 0+0      | 0+0    | 0+0   | 1+1 | 0+0  | 0+0 | 82     |
| Morris         | Hildesheim Invaders      | 2       | 10      | 0      | 1        | 0        | 0      | 0     | 1   | 0    | 0   | 80     |
| 2 giocatori    | 78                       |         |         |        |          |          |        |       |     |      |     |        |
| Duis           | Frankfurt Universe       | 0       | 0       | 0      | 0        | 0        | 0      | 41    | 0   | 11   | 0   | 74     |
| 3 giocatori    | 72                       |         |         |        |          |          |        |       |     |      |     |        |
| Szakacs        | Marburg Mercenaries      | 0       | 0       | 0      | 0        | 0        | 0      | 44    | 0   | 8    | 0   | 68     |
| 2 giocatori    | 66                       |         |         |        |          |          |        |       |     |      |     |        |
| Flöser         | Stuttgart Scorpions      | 0+0     | 2+0     | 0+0    | 0+0      | 0+0      | 0+0    | 33+0  | 0+0 | 5+1  | 0+0 | 63     |
| Gröne          | Cologne Crocodiles       | 0       | 5       | 0      | 0        | 0        | 0      | 17    | 1   | 4    | 0   | 61     |
| 2 giocatori    | 60                       |         |         |        |          |          |        |       |     |      |     |        |
| B. Hermann     | Berlin Rebels            | 0       | 0       | 0      | 0        | 0        | 0      | 41    | 0   | 6    | 0   | 59     |
| 6 giocatori    | 54                       |         |         |        |          |          |        |       |     |      |     |        |
| McFerren       | Allgäu Comets            | 8       | 0       | 0      | 0        | 0        | 0      | 0     | 1   | 0    | 0   | 50     |
| L. Zachery     | Munich Cowboys           | 0       | 8       | 0      | 0        | 0        | 0      | 0     | 0   | 0    | 0   | 48     |
| Schuhmacher    | Düsseldorf Panther       | 0       | 0       | 0      | 0        | 0        | 0      | 19    | 0   | 9    | 0   | 46     |
| 2 giocatori    | 44                       |         |         |        |          |          |        |       |     |      |     |        |
| 7 giocatori    | 42                       |         |         |        |          |          |        |       |     |      |     |        |
| 2 giocatori    | 38                       |         |         |        |          |          |        |       |     |      |     |        |
| 8 giocatori    | 36                       |         |         |        |          |          |        |       |     |      |     |        |
| M. Schade      | Allgäu Comets            | 0       | 0       | 0      | 0        | 0        | 0      | 18    | 0   | 5    | 0   | 33     |
| 3 giocatori    | 32                       |         |         |        |          |          |        |       |     |      |     |        |
| 9 giocatori    | 30                       |         |         |        |          |          |        |       |     |      |     |        |
| M. Haas        | Schwäbisch Hall Unicorns | 1+0     | 1+2     | 0+0    | 0+0      | 0+0      | 0+0    | 0+0   | 2+0 | 0+0  | 0+0 | 28     |
| 2 giocatori    | 27                       |         |         |        |          |          |        |       |     |      |     |        |
| C. Goodwyn     | Cologne Crocodiles       | 4       | 0       | 0      | 0        | 0        | 0      | 0     | 1   | 0    | 0   | 26     |
| 12 giocatori   | 24                       |         |         |        |          |          |        |       |     |      |     |        |
| M. Siemssen    | Frankfurt Universe       | 0+0     | 1+0     | 0+0    | 0+0      | 0+0      | 0+0    | 3+4   | 0+0 | 3+0  | 0+0 | 23     |
| M. Schaeffeler | Allgäu Comets            | 2       | 1       | 0      | 0        | 0        | 0      | 2     | 0   | 0    | 0   | 20     |
| 13 giocatori   | 18                       |         |         |        |          |          |        |       |     |      |     |        |
| 2 giocatori    | 16                       |         |         |        |          |          |        |       |     |      |     |        |
| P. Kotterba    | Hildesheim Invaders      | 0       | 0       | 0      | 0        | 0        | 0      | 9     | 0   | 2    | 0   | 15     |
| 7 giocatori    | 14                       |         |         |        |          |          |        |       |     |      |     |        |
| E. Haggi       | Frankfurt Universe       | 0       | 0       | 0      | 0        | 0        | 0      | 10    | 0   | 1    | 0   | 13     |
| 32 giocatori   | 12                       |         |         |        |          |          |        |       |     |      |     |        |
| M. Haberlach   | Hildesheim Invaders      | 1       | 0       | 0      | 0        | 0        | 0      | 5     | 0   | 0    | 0   | 11     |
| F. Wolf        | Kirchdorf Wildcats       | 0       | 0       | 0      | 0        | 0        | 0      | 3     | 0   | 2    | 0   | 9      |
| 5 giocatori    | 8                        |         |         |        |          |          |        |       |     |      |     |        |
| 2 giocatori    | 7                        |         |         |        |          |          |        |       |     |      |     |        |
| 77 giocatori   | 6                        |         |         |        |          |          |        |       |     |      |     |        |
| 3 giocatori    | 4                        |         |         |        |          |          |        |       |     |      |     |        |
| 11 giocatori   | 2                        |         |         |        |          |          |        |       |     |      |     |        |
| 3 giocatori    | 1                        |         |         |        |          |          |        |       |     |      |     |        |

- Miglior marcatore della stagione regolare: K. Mabon ( Dresden Monarchs) e Rutenbeck  Schwäbisch Hall Unicorns, 114
- Miglior marcatore dei playoff: C. McClendon ( New Yorker Lions), 54
- Miglior marcatore della stagione: C. McClendon ( New Yorker Lions), 156

## Passer rating
NB: sono esclusi i playout.

La classifica tiene in considerazione soltanto i quarterback con almeno 10 lanci effettuati.
| Giocatore     | Sq.                      | G    | Att    | Comp   | Int  | Yds      | TD   | NFL    | NCAA   |
| ------------- | ------------------------ | ---- | ------ | ------ | ---- | -------- | ---- | ------ | ------ |
| Weishaupt     | New Yorker Lions         | 3+2  | 5+7    | 5+7    | 0+0  | 173+74   | 5+1  | 158,33 | 437,90 |
| Clark         | Schwäbisch Hall Unicorns | 14+3 | 304+75 | 194+50 | 8+2  | 3272+737 | 42+9 | 128,40 | 192,36 |
| B. Connette   | New Yorker Lions         | 14+3 | 218+28 | 131+19 | 4+2  | 2221+255 | 28+0 | 122,61 | 178,20 |
| Therriault    | Hildesheim Invaders      | 12+1 | 334+30 | 220+14 | 6+1  | 3040+115 | 35+0 | 115,81 | 164,98 |
| S. Cluley     | Frankfurt Universe       | 14+2 | 400+76 | 261+42 | 7+5  | 3563+538 | 35+7 | 109,94 | 160,10 |
| Friese        | New Yorker Lions         | 6+1  | 13+1   | 7+1    | 0+0  | 81+10    | 1+1  | 116,37 | 158,89 |
| Sullivan      | Marburg Mercenaries      | 14+1 | 569+40 | 407+24 | 16+2 | 4539+208 | 43+3 | 106,40 | 155,26 |
| J. Tucker     | Potsdam Royals           | 3    | 78     | 47     | 0    | 657      | 4    | 104,49 | 147,93 |
| Greenlee      | Dresden Monarchs         | 11   | 385    | 232    | 8    | 3027     | 28   | 100,64 | 146,15 |
| G. Cuiellette | Dresden Monarchs         | 5+2  | 126+58 | 72+29  | 4+3  | 951+505  | 12+5 | 95,74  | 144,24 |
| K. Palandech  | Berlin Rebels            | 11+1 | 306+35 | 196+21 | 8+1  | 2095+211 | 22+2 | 95,75  | 138,39 |
| M. Eubank     | Stuttgart Scorpions      | 14+1 | 466+25 | 285+12 | 12+1 | 3547+130 | 30+0 | 93,03  | 138,26 |
| J. Evans      | Cologne Crocodiles       | 5    | 129    | 72     | 10   | 1062     | 10   | 76,44  | 135,04 |
| B. Bolles     | Munich Cowboys           | 11   | 383    | 222    | 13   | 2933     | 21   | 86,43  | 133,60 |
| C. Benedetto  | Ingolstadt Dukes         | 10   | 263    | 139    | 14   | 1983     | 19   | 79,44  | 129,38 |
| Johannknecht  | Frankfurt Universe       | 9    | 91     | 55     | 4    | 560      | 7    | 85,42  | 128,73 |
| Slack         | Schwäbisch Hall Unicorns | 8    | 71     | 33     | 6    | 539      | 7    | 70,10  | 125,88 |
| Purichia      | Kiel Baltic Hurricanes   | 14   | 350    | 200    | 10   | 2364     | 18   | 83,08  | 125,14 |
| Miller        | Cologne Crocodiles       | 4    | 126    | 77     | 0    | 718      | 6    | 92,63  | 124,69 |
| A. Gardner    | Ingolstadt Dukes         | 3    | 85     | 51     | 3    | 554      | 4    | 80,22  | 123,22 |
| P. Zimmermann | Potsdam Royals           | 5    | 77     | 41     | 2    | 561      | 3    | 78,98  | 122,11 |
| T. Robinson   | Berlin Rebels            | 4    | 87     | 49     | 4    | 653      | 2    | 68,80  | 117,76 |
| D. Siebert    | Marburg Mercenaries      | 3    | 24     | 14     | 0    | 119      | 1    | 85,24  | 113,73 |
| T. Jarmuzek   | Cologne Crocodiles       | 6    | 81     | 38     | 2    | 457      | 5    | 74,97  | 109,74 |
| I. Kolste     | Kirchdorf Wildcats       | 7    | 226    | 107    | 6    | 1390     | 10   | 70,85  | 108,30 |
| Sisson        | Ingolstadt Dukes         | 3    | 41     | 25     | 2    | 195      | 2    | 68,65  | 107,27 |
| R. Dausin     | Kirchdorf Wildcats       | 6    | 210    | 112    | 9    | 1177     | 9    | 66,31  | 105,98 |
| S. Straub     | Potsdam Royals           | 4    | 120    | 66     | 6    | 705      | 4    | 62,67  | 105,35 |
| Strong        | Düsseldorf Panther       | 10   | 367    | 204    | 21   | 2059     | 13   | 59,75  | 102,96 |
| C. Andrews    | Hildesheim Invaders      | 4    | 67     | 32     | 2    | 304      | 4    | 68,25  | 99,61  |
| C. Townsend   | Ingolstadt Dukes         | 4    | 39     | 20     | 2    | 230      | 1    | 56,57  | 99,03  |
| D. Wynne      | Allgäu Comets            | 2    | 25     | 8      | 2    | 155      | 2    | 47,92  | 94,48  |
| Vasey         | Düsseldorf Panther       | 5    | 125    | 47     | 6    | 716      | 5    | 50,62  | 89,32  |
| Yeldell       | Allgäu Comets            | 7    | 146    | 69     | 10   | 736      | 4    | 43,07  | 84,95  |
| C. Turner     | Kirchdorf Wildcats       | 1    | 20     | 11     | 1    | 90       | 0    | 45,83  | 82,80  |
| Stitt         | Allgäu Comets            | 8    | 149    | 62     | 4    | 666      | 4    | 53,15  | 82,65  |
| J. Weinreich  | Cologne Crocodiles       | 2    | 65     | 31     | 4    | 275      | 2    | 44,07  | 81,08  |
| C. Goeppel    | Stuttgart Scorpions      | 4    | 14     | 6      | 0    | 56       | 0    | 54,46  | 76,46  |
| Engelmann     | Munich Cowboys           | 2    | 46     | 16     | 1    | 224      | 0    | 42,30  | 71,34  |
| Knüttel       | Potsdam Royals           | 3    | 28     | 10     | 3    | 86       | 1    | 16,96  | 51,87  |
| K. Scheffler  | Allgäu Comets            | 2    | 23     | 8      | 1    | 25       | 0    | 25,45  | 35,22  |
| J. Koperski   | Munich Cowboys           | 1    | 25     | 8      | 1    | 29       | 0    | 24,58  | 33,74  |
| H. Wolk       | Kiel Baltic Hurricanes   | 5    | 21     | 6      | 1    | 36       | 0    | 19,74  | 33,45  |
| F. El-Hendi   | Dresden Monarchs         | 6    | 21     | 8      | 4    | 68       | 0    | 7,74   | 27,20  |
| D. Saul       | Potsdam Royals           | 2    | 13     | 4      | 1    | 9        | 0    | 8,17   | 21,20  |
| G. Michel     | Stuttgart Scorpions      | 2+1  | 4+8    | 1+2    | 0+2  | 6+5      | 0+0  | 0,00   | -0,63  |

- Miglior QB della stagione regolare: Clark ( Schwäbisch Hall Unicorns), 194,56
- Miglior QB dei playoff: Clark ( Schwäbisch Hall Unicorns), 183,48
- Miglior QB della stagione: Weishaupt ( New Yorker Lions), 437,40